# Wilhelm von Chappuis
Wilhelm Friedrich Heinrich von Chappuis (* 20. Oktober 1793 in Kleutsch; † 9. Februar 1869 in Liegnitz) war ein preußischer Generalmajor.

## Leben

### Herkunft
Wilhelm war ein Sohn des preußischen Obersten François Louis von Chappuis (1751–1830) und dessen zweiter Ehefrau Sophie, geborene Gräfin von Pfeil und Klein-Ellguth (1768–1848).

### Militärkarriere
Chappuis trat am 10. April 1806 als Gefreitenkorporal in das Infanterieregiment „von Müssling“ der Preußischen Armee ein. Während des Vierten Koalitionskrieges kämpfte er im Gefecht bei Saalfeld und geriet bei Halberstadt in Gefangenschaft, aus der er jedoch entkommen konnte. Daraufhin nahm Chappuis an der Verteidigung von Glatz teil und wurde Mitte Dezember 1806 Portepeefähnrich. Bis Ende Januar 1808 avancierte er zum Sekondeleutnant im 2. Schlesischen Infanterie-Regiment. Mitte Dezember 1809 nahm Chappuis seinen Abschied, um an der Universität Breslau zu studieren. Am 27. Oktober 1810 ging er als Kreisoffizier in die Gendarmerie und kam am 1. November 1812 in die Oberschlesische Gendarmeriebrigade als Kreisoffizier in Striegau. Chappuis wurde am 6. Februar 1813 beim 1. Reserve-Bataillon des Leib-Infanterie-Regiment wieder in der Preußischen Armee angestellt, bevor er am 1. Juli 1813 in das 12. Infanterie-Regiment versetzt wurde. Während der Befreiungskriege wurden ihm in der Schlacht bei Bautzen beide Unterschenkelknochen zerschmettert. Infolge dieser schweren Verwundung war Chappuis nicht mehr felddienstfähig. Daraufhin wurde er Mitte März 1814 zunächst dem 2. Garde-Regiment zu Fuß aggregiert und Anfang November 1814 als Premierleutnant in die Garnisonskompanie des Regiments versetzt.
Am 20. Juli 1815 kam Chappuis als Kapitän in das Berliner Kadettenhaus, bevor er am 25. Oktober 1816 als Kompaniechef in das Kadettenhaus Culm versetzt wurde. Er stieg bis Ende März 1838 zum Oberstleutnant auf und wurde am 19. Mai 1838 zum Kommandeur des Kadettenhauses in Wahlstatt ernannt. Hier wurde er am 30. März 1840 mit Patent vom 3. April 1846 zum Oberst befördert. Im Jahr 1842 erhielt er den Roten Adlerorden III. Klasse mit Schleife. Unter Verleihung des Charakters als Generalmajor nahm Chappuis am 12. März 1851 seinen Abschied mit Pension. Am 4. Januar 1853 wurde er mit dem Komturkreuz des Königlichen Hausordens von Hohenzollern sowie am 18. Oktober 1861 anlässlich der Krönung von König Wilhelm I. mit dem Kronenorden II. Klasse ausgezeichnet. Er starb am 9. Februar 1869 in Liegnitz.
In seiner Beurteilung schrieb der Kommandeur des Kadettenkorps, General von Below im Jahr 1847: „Er ist ein echt militärischer Charakter, gehoben und veredelt durch eine vielseitige wissenschaftliche Bildung und die vorherrschend poetische Richtung seines Geistes und seines Gemüts. Dem ihm gewordenen pädagogischen Beruf mit unbegrenzter Hingebung angehörend, erfüllt er alle Pflichten desselben mit rastlosem Eifer und einer Tätigkeit, welche ihn die Schmerzen nicht beachten läßt, die er infolge seiner schweren Verwundung in der Schlacht bei Bautzen fast ununterbrochen empfindet, Die Resultate seiner dienstlichen Wirksamkeit sind immer günstig gewesen.“

### Familie
Chappuis verheiratete sich am 2. Mai 1821 in Kulm mit Agnes Kittel (1802–1874), mit der er folgende Kinder hatte:
- Friedrich (1822–1884), preußischer Justizrat ⚭ 1850 Bertha Bail (1828–1905), Eltern von Hermann von Chappuis
- Ulrich (1825–1871), preußischer Major ⚭ 1852 Pauline Fischer (1829–1899)
- Marie (1828–1900) ⚭ 1853 Karl von Liebenroth (1817–1907), preußischer Oberst und Sohn des Generalleutnants Gabriel von Liebenroth
- Rosa (* 1834)
- Hermann (1838–1910), preußischer Generalleutnant ⚭ 1872 Leonie Stern-Cotta (1848–1931)
- Elisabeth (* 1848)